# Kontinentális szukkulens sziki vegetáció
A kontinentális szukkulens sziki vegetáció (Camphorosmo-Salicornietalia) a kontinentális sziki szukkulens és egyéves tófenék-vegetáció (Thero-Suaedetea) növénytársulástani osztálya egyik rendje.

## Jellemzése
A rendbe sziki pozsgás növények szubkontinentális félsivatagi jellegű, nyílt, fajszegény társulásait vonjuk össze; ezzel a rend a tengerparti Thero-Salicornietalia rend vikariáns megfelelője. A szélsőségesen ingadozó nedvességtartalmú szikes területeken alakul ki: azokon a helyeken, különösen:
- a szikes mocsarak peremterületein és
- a szikes padkák közti vízerek mentén,

ahol a só akkumulációja a leghosszabb ideig tart, a felszíni réteg sótartalma a legnagyobb. E helyeken övszerűen vagy sávokban alakulnak ki a nyárra erősen kiszáradó, sókivirágzásos vakszik foltok.
Társulásiban obligát halofiton növények vesznek részt; a legfontosabb társulásalkotó fajok pozsgás terofitonok.

## Sziksófüves-sóballás társulások
Magyarországon a rendnek egyetlen társulástani asszociációcsoportja fordul elő:
Sziksófüves-sóballás társulások (Salicornion herbaceae Soó 1933) a tengerparti Thero-Salicornion (Braun-Blanquet) társuláscsoport vikariáns analógja. A két csoport fő különbsége, hogy a tengerparti növényzet domináns faja az európai sziksófű (Salicornia europaea, Európában), illetve a tengerparti sziksófű (Salicornia maritima, Észak-Amerikában), a kontinentális szukkulens sziki növényzeté pedig ezek közeli rokona, a cserjés sziksófű (Salicornia prostrata).
További, karakteres pozsgás fajok:
- sziki sóballa (Suaeda maritima),
- magyar sóballa (Suaeda pannonica).

Ezek mellett gyakran jelenik meg:
- sziki ballagófű (Salsola soda),
- parti laboda (Atriplex littoralis)

A szikfok-társulások fajai közül rendszeresen áthúzódik ezekre az élőhelyekre:
- sziki őszirózsa (Tripolium pannonicum subsp. pannonicum),
- sziki laboda (Atriplex hastata),
- tatár laboda (Atriplex tatarica),
- bárányparéj (Camphorosma annua),
- magyar sóvirág (Limonium gmelinii subsp. hungaricum).

Ezek a tengerpartok halofiton növényzetére emlékeztető,  meglehetősen fajszegény társulások szinte kizárólag egynyári növényekből állnak. Olyan helyeken jelennek meg, ahol a sókoncentráció annyira nagy, hogy még a legellenállóbb évelő füvek:
- közönséges mézpázsit vagy sziki mézpázsit (Puccinellia distans - szin: Puccinellia limosa), a Fertőnél és a Velencei-tónál fertőtavi mézpázsit (Puccinellia festuciformis - szin: Puccinellia peisonis)).

is csak ritkás, szigetszerű csomókban maradnak meg. Ugyancsak foltokban, az őszi esőzések hatására jelennek meg a több nitrogént igénylő libatopfélék:
- sziki laboda (Atriplex hastata),
- tatár laboda (Atriplex tatarica),
- fakó libatop (Chenopodium glaucum),
- sziki libatop (Chenopodium chenopodioides),

mint ahogy az iszap is csak foltszerűen halmozódik fel.
Foltokban vagy sávokban dominánsak lehetnek esetleg a budavirág (Spergularia) fajok:
- szárnyasmagvú budavirág (Spergularia maritima),
- sziki budavirág (Spergularia salina);

ezek a különösen sós vakszikeken a bárányparéjjal (Camphorosma annua) együtt vagy azt helyettesítve is előfordulhatnak.

### Elterjedésük
Ezek a Pannonicum flóratartomány jellemző növénytársulásai; a Fertőtől az Erdélyi-medencéig fordulnak elő gyakorlatilag minden, szélsőséges sóháztartású helyen:
- a Fertő-vidéki „Lacke”-k szegélyzónájában,
- a kiskunsági szikes tavaknál,
- a déli Hortobágy kloridos szikesein,
- a Vajdaságban és
- az erdélyi sós talajokon is.

## Rendszertani felosztásuk
Az egyes társulások gyakran a karakterfajok „tiszta állományai”, míg megjelenésük a talaj egyenetlenségeit követő, mozaikos. Utóbbiakban a társulásalkotó faj mellett a fentebb sorolt karakterfajok és a szikfokok áthúzódó fajai változatos kombinációkban jelennek meg – éppen ezért a csoportban viszonylag sok társulást különböztetünk meg.
A csoport hét társulása:
- szolonyec vaksziknövényzet (Camphorosmetum annuae Rapaics ex Soó 1933)
- szoloncsák vaksziknövényzet (Camphorosma annua-Lepidium cartilagineum-Puccinellia limosa Rapaics 1927, illetve Lepidio-Camphorosmetum annuae lepidietosum Soó 1947)
- sziki zsázsás vaksziknövényzet (Lepidietum crassifolii Wenzl 1934)
- bajuszpázsitos–sziki sóballás (Crypsido aculeatae–Suaedetum maritimae (Bodrogközy 1966) Mucina 1993)
- sziksófűtársulás (Salicornietum europaeae hungaricum Soó 1947)
- magyar sóballás (Suaeda maritima resp. pannonica–Spergularia marginata soc. Soó 1933, illetve Spergulario marginatae – Suaedetum prostratae Vicherek in Moravec & al. 1995)
- sziki ballagófüves (Salsoletum sodae Slavnić 1948)